# Dimopoli
Dimopoli è il primo album del cantautore Rino Dimopoli, ex componente dei Delirium, pubblicato nel 1977 dalla Harmony.

## Il disco
Le canzoni sono scritte dallo stesso Dimopoli, mentre l'arrangiamento e la direzione d'orchestra sono curate da Paul Dark.
Il brano di apertura, Ma io, viene anche pubblicato su 45 giri.

## Tracce
LATO A 
1. Ma io
2. Il cane senza età
3. Gherard
4. Joe

LATO B
1. Il tuo mondo qual è
2. Il vecchio saggio
3. Tu bella nel mattino
4. L'uomo la cicala e la formica